# Wagyu
Wagyu znamená v překladu japonský skot. Jeho předchůdci se do Japonska dostali přibližně ve druhém století našeho letopočtu. Japonci byli převážně vegetariáni[zdroj?] a skot využívali zejména při práci na rýžových polích a k převážení břemen. Kvůli členitému terénu byla migrace zvířat pomalá a omezená, takže tehdejší populace byly spíše izolované v malých oblastech a jejich křížení nebylo téměř možné. Od roku 1635 do roku 1868 byla díky vydaným dekretům japonská stáda oficiálně uzavřena. V současnosti existuje pět významných linií wagyu: Tadžima (japonské černé), Hida (japonské hnědé), Tottori (japonské bezrohé), Šimane (japonské krátkorohé), a Kumamoto (Kumado Reds). Obecně je wagyu plemeno středního rámce a kromě mimořádného mramorování masa, díky kterému se proslavilo, disponuje také vynikající fertilitou, snadnými porody díky nízké porodní hmotnosti, a dobrým růstem.
Geografická izolace a specifické podmínky odchovu vyústily v to, že maso tohoto plemene je celosvětově nejvyhledávanější hovězí pochoutkou. Při odchovu se používají různé chovatelské a krmné techniky. Výsledkem těchto specifických podmínek jsou zřetelně odlišné vlastnosti masa wagyu, které v průběhu let vedly k tomu, že se japonský skot stal světově proslulým. Maso skotu wagyu se označuje „Kobe Beef“. Takto označované však muže být pouze maso vyprodukované v japonském Kobe, kde produkce masa probíhá za standardů nařízených prefekturou. Maso jalovic se někdy označuje také jako hovězí Macusaka. Po dvou dekádách výzkumu a vývoje je jasné, že konzumace masa wagyu přináší nesrovnatelně lepší požitek než konzumace kteréhokoli jiného hovězího masa. A to se odráží i na jeho ceně, která muže být vskutku astronomická.[ujasnit]
Japonci považují wagyu za jeden ze svých národních pokladů a jeho export mimo území Japonska byl staletí zakázán. Živá zvířata bylo v historii povoleno vyvézt pouze dvakrát. Do USA se první kusy vyvezly v roce 1976, za účelem výzkumu. Skot nakonec skončil v rukou několika komerčních chovatelů, kteří dnes produkují zástav zejména pro japonský trh. V USA se wagyu kříží převážně s aberdeen angusem. Další zemí, kam živé wagyu proniklo, byla Austrálie, ale díky kvalitě masa dosahované v japonských podmínkách se mnoho kusů narozených v Austrálii a USA vrací na výkrm do Japonska. Od roku 2007 je povoleno do Japonska na výkrm dovážet pouze zvířata mladší 20 měsíců.
Wagyu se obvykle poráží ve věku 30–35 měsíců. Dlouhý a pomalý výkrm je nezbytný pro správné ukládání tuku ve svalstvu. První evropskou zemí, která importovala maso a posléze i skot wagyu, bylo Nizozemsko. Následovaly Belgie (chov Cháteaux Altembrouck) a Velká Británie (chov Voelas Hall v severním Walesu). Dovoz probíhal téměř výhradně formou importu embryí.

## Chov v Česku
Stejným způsobem proběhl v roce 2006 i první import genetického materiálu do České republiky, ze kterého se v roce 2007 narodil býk a jalovička. Plemenný býk Wagus, v jehož původu jsou spojeny linie Kedaka a Shimane, působil v roce 2009 a 2010 v inseminaci a jeho inseminační dávky jsou k dispozici i na českém trhu. Jalovička, vnučka významného producenta americké populace čistokrevného wagyu, byla po otelení od roku 2009 soustavně využívána pro produkci embryí. Výsledkem je narození celkem osmi čistokrevných wagyu telat v průběhu ledna až března 2011.
Přáním všech příznivců plemene wagyu může být rozvoj populace tohoto jedinečného skotu. Bude se zřejmě jednat jak o rozvoj čistokrevné populace, tak i o velmi dobře osvědčené využití čistokrevných býků v českých současných stádech masného skotu s cílem kvalitativního zlepšení masné produkce.
Společným záměrem Svazu chovatelů masného skotu ČR a tvořící se základnou chovatelů wagyu skotu v ČR je v blízké budoucnosti ustanovení plemenné knihy wagyu skotu. Jalovičky narozené v letošním roce na farmě v Pardubicích-Mněticích budou po dosažení pohlavní dospělosti využívány jako dárkyně embryí jednak pro tvorbu vlastního stáda, jednak pro prodej embryí. Letošní býčci jsou určeni pro působení v přirozené plemenitbě s cílem produkce jatečných i chovných (jalovičky) kříženců. Předpokládá se další rozvoj genetické rozmanitosti čistokrevné wagyu populace formou importu inseminačních dávek, embryí případně i plemenných zvířat.

## Charakteristika
- Císařský japonský skot proslulý masem nezaměnitelné chuti a kulinářských kvalit.
- Legendární japonské plemeno skotu vyhlášené neobvyklými postupy výkrmu jatečných zvířat (pravidelné masírování svalové hmoty, napájení pivem a saké).[zdroj?]
- V rámci všech plemen skotu vyniká výrazným potenciálem ukládání mezisvalového tuku (mramorování, marbling), křehkostí, šťavnatostí, vůní a chutí masa.

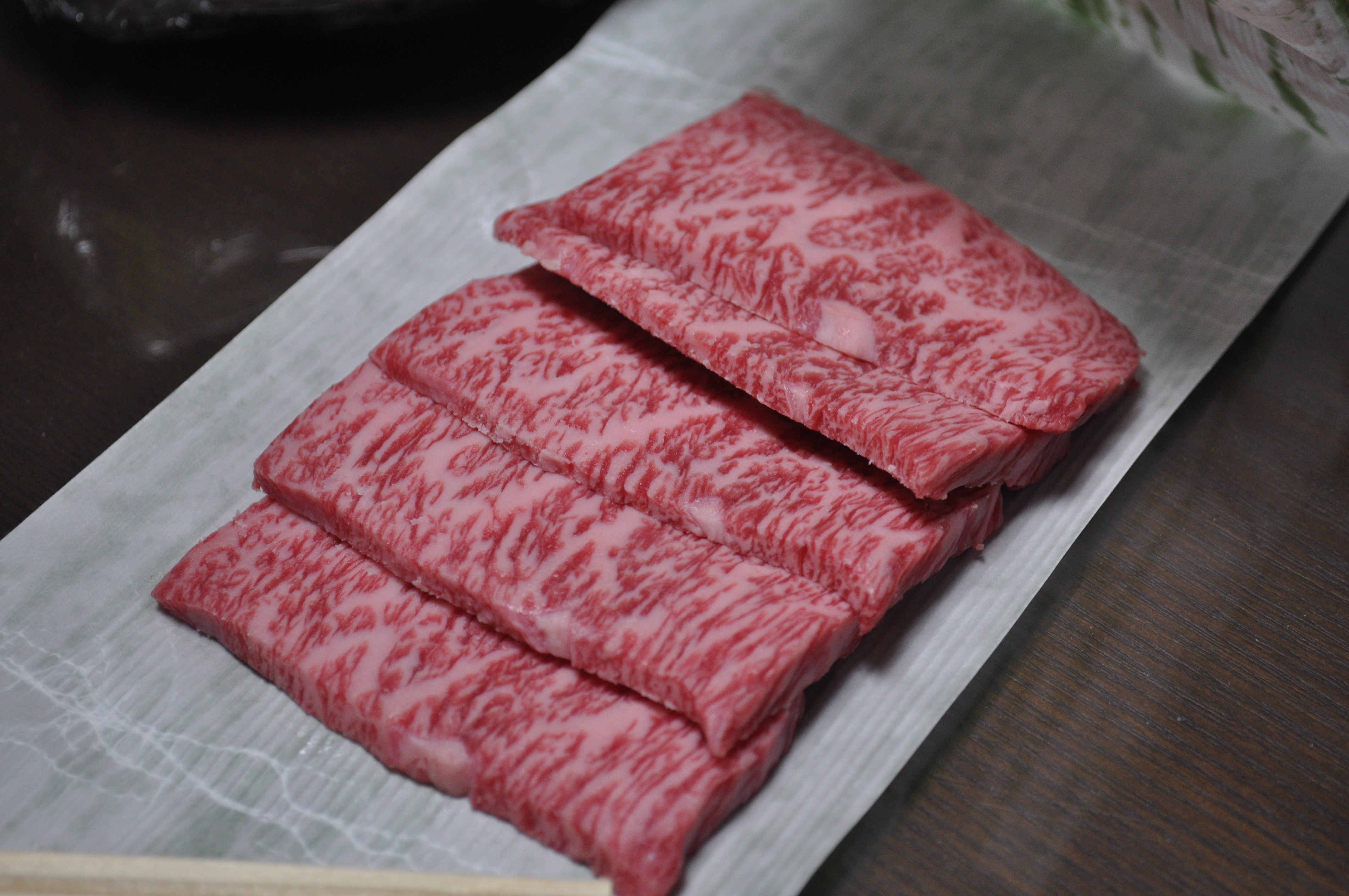
Plátky hovězího wagyu

## Maso plemene Wagyu
- Známé též pod označením Kobe beef, v případě původu z kříženců Kobe-style beef.
- Často označované jako „kaviár mezi hovězím masem".
- Díky vysokému podílu mononenasycených mastných kyselin v mezisvalovém tuku je konzumace wagyu masa doporučována jako součást nízkocholesterolových diet.
- Pokrmy z masa plemene Wagyu jsou vyhledávaným gurmánským zážitkem.
- Proslavené astronomickými částkami za vybrané tělesné partie.